# Ameles spallanzania
La mantide nana europea o mantide di Spallanzani (Ameles spallanzania  (Rossi, 1792)) è una mantide diffusa in Europa e in Nord Africa.
Il nome della specie è un omaggio del suo descrittore, l'entomologo italiano Pietro Rossi, all'amico naturalista Lazzaro Spallanzani.

## Descrizione

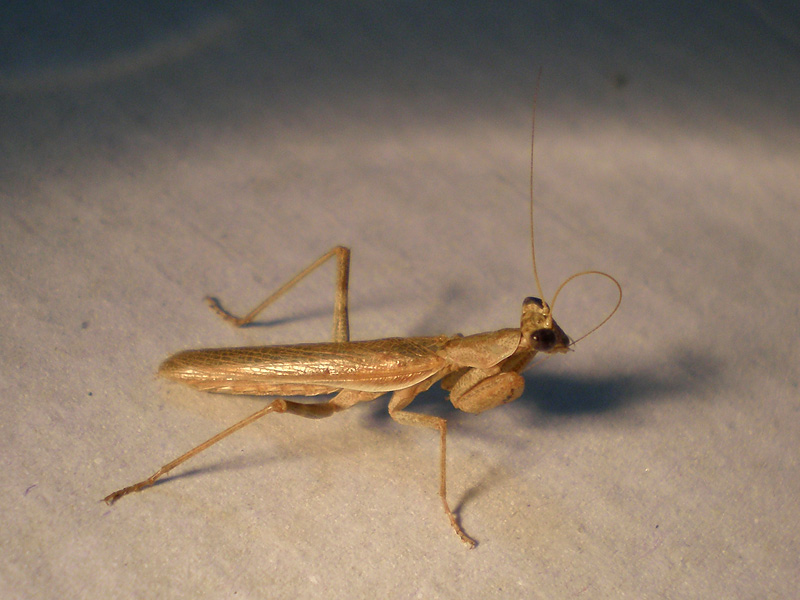
Esemplare maschio.

È una mantide di piccole dimensioni (1–3 cm) il cui colore va dal verde al marrone al grigio.

La specie presenta un marcato dimorfismo sessuale: il maschio ha due paia di ali che gli consentono di volare mentre nella femmina le ali sono ridotte a vestigia.

Gli occhi sono grossolanamente conici e privi di tubercolo apicale. Le antenne sono piuttosto lunghe.

Il pronoto è corto e squadrato (carattere che consente di differenziarla dalla congenere Ameles decolor che lo ha allungato e sottile). Le zampe raptatorie (primo paio) sono corte e robuste mentre le zampe posteriori (terzo paio), particolarmente grandi e sviluppate.

L'addome della femmina è allargato lateralmente, più ampio di quello del maschio, ed è ripiegato verso l'alto.
È una mantide abbastanza timida, se sente una corrente d'aria o se presa in mano vibra fingendosi un ramo, se infastidita tende a scappare usando il terzo paio di zampe per saltare via, se ulteriormente infastidita può sferrare dei colpi con le zampe raptatorie, questa tecnica viene usata quando è infastidita da animali della sua stessa stazza o comunque di dimensioni poco maggiori e raramente viene messa in pratica per aggressori più grandi (come ad esempio una mano). Come ultima difesa si lascia cadere fingendosi morta. [Fonte:ELZ]

## Biologia

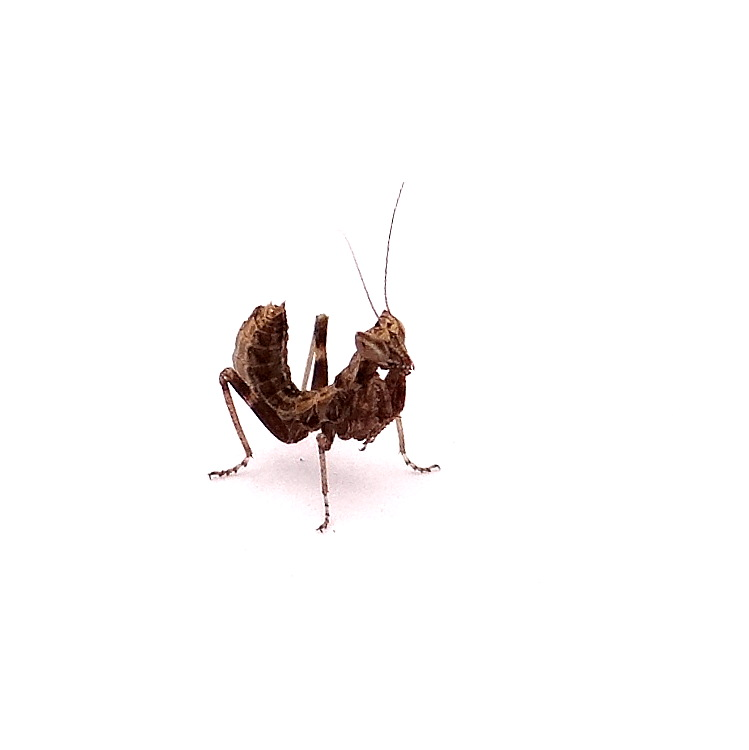
Ninfa di A. spallanzania delle dimensioni di 7/8 mm

È un vorace predatore che si nutre di piccoli insetti e può talora attaccare i suoi simili.
A differenza della più comune Mantis religiosa le femmine di questa specie non cannibalizzano il maschio dopo l'accoppiamento.
Può spiccare già dalla nascita balzi di alcuni centimetri grazie alle sue robuste zampe posteriori, i maschi sono anche in grado di volare per brevi distanze.
Depone le uova in ooteche dure al tatto e di colore arancio rosato, molto chiaro,  che la femmina attacca ad un angolo protetto di un muro, una roccia, o più spesso fra la vegetazione. Nell'areale più a nord della sua distribuzione, le ooteche deposte in autunno svernano schiudendosi in primavera. In zone più a sud e con climi più miti, queste possono schiudere anche prima della stagione fredda e lo svernamento avviene in fase di neanide.
Ogni ooteca è creata tramite la deposizione di uova inizialmente nude e sistemate vicine una con l'altra su uno stesso supporto, dopodiché ricoperte da uno strato schiumoso isolante secreto dalla femmina. Questo strato si irrigidisce con il 
passare delle ore, assumendo una caratteristica consistenza che ricorda la schiuma di poliuretano espanso.

## Distribuzione e habitat
È una specie con areale mediterraneo, comune in Europa meridionale ed in Nord Africa. In Italia è presente in tutta la penisola e nelle isole maggiori.
Predilige le zone aride con scarsa vegetazione.